# Wilhelm Witting
Wilhelm Witting (* um 1842; † 1899) war ein deutscher Verwaltungsjurist.

## Leben
Wilhelm Witting studierte an der Universität Jena. 1862 wurde er Mitglied des Corps Thuringia Jena. Nach dem Studium trat er in den Staatsdienst des Herzogtums Anhalt ein. Von 1887 bis 1890 und von 1891 bis zu seinem Tod 1899 war er Kreisdirektor des Landkreises Zerbst.

## Auszeichnungen
- Ernennung zum Geheimen Regierungsrat[2]